# たらい回し
たらい回し（たらいまわし、盥回し）とは、たらいを足などで回す曲芸。転じて、物事を次から次へと送りまわすこと、面倒な案件や関わりたくない案件を、部署間で押し付け合う責任逃れ（俗に言う「責任のなすり合い」）や責任転嫁、その他一部の組織・派閥による権力や利益の独占も例えて呼ぶようになった。

## 曲芸における「たらい回し」
明治、大正時代にかけて隆盛した曲芸の1つ。鉄割熊蔵による鉄割一座による足芸が有名。
次第に欧米との文化交流が活性化していく中で、海外ではその芸の価値を認められ、優れた芸人は欧米に招聘されてエンターテイナーとして活躍した。かのトーマス・エジソンにも感銘を与えたと言われ、その撮影した映像が残っている。

## 医療における「たらい回し」

### 概念
医療における「たらい回し」はマスメディアの報道媒体から派生した用語である。報道で見られる用法の多くは、病院の「受け入れ不能」「受け入れ困難」の言い換えという形で用いられている。119番通報した傷病者の元へ救急車でかけつけた救急隊員は、傷病者の症状に応じて該当する診療科を選定し、医療機関に受け入れ可能かを問い合わせるため、休日や夜間に当直医師の専門外や複数科選定の際に医療機関の選定が困難となることを指す場合が多い。また、「受け入れの人手・設備が足りない」などの諸理由により断られること、また医療機関がより高次の別の医療機関に搬送可能かを問い合わせて、同様に断られることなどの事例の呼称である。
慢性的な医師・ベッドの不足などに端を発する医療崩壊により、患者がなかなか病院に受け入れてもらえず、最悪手遅れとなり死亡するケースに至る。だが、実際にはかなり多くの例が、不可避な理由での「受け入れ不能」な事例であり、それらを考慮せず「たらい回し」という用語を用い、病院・医師側が加害者であるかの様な報道されているケースもある。
この用法に関して、医療側からは「不適切な用法で読者・視聴者の印象を歪めるものだ」と強い反発が出ている。また、真の原因である厚生労働省の医療費亡国論や医療制度の不備や医師不足といった、政策上の問題から目を背け、病院への安易な印象批判へと繋げることで、医療崩壊の本質から日本国民の目を逸らしている、との批判がある。
医療関係報道の問題に関連して、西川京子厚生労働副大臣は、「安全で安心な食物にコストがかかるという意識は、国民の間に育ってきたが、医療の分野では国民の意識が育っていない。（中略）すべて受け入れる側が悪いという指摘の仕方ではなく、一緒に医療を構築するという方向性を持たないと、不毛の議論になっていく」とコメントしている。
なお「たらい回し」という用語は、患者の実感そのものを表した言葉であり、医療者側が安易に用語の使用を否定すれば「断られた人の心情を理解していないのではないか」と世間から見られるおそれもあり、報道などにおいて、たらい回しという用語そのものを「受け入れ不能」に代替していくかは議論される処である。「受け入れ不能」は、個々の病院の状況を表しているだけで、患者の困窮を表してはいないからである。
なお、救急受け入れ要請は、救急隊が現場で患者をケアしつつ複数の病院に要請を行うのが常であり、患者の身柄があちこちへ「回されて」いる訳では無い。むしろ、受け入れ困難な病院に無理矢理押し込めば、その後の急変、或いは入院ベッドが無いと言う理由で、結局救急車を使って転院することになり、この場合は実際に患者の身柄が「たらい回し」される事となる。

### 現状
総務省の全国調査によれば、「たらい回し」の主な原因は、「処置困難」が2〜4割、「ベッド満床」が2割前後、「手術中・患者対応中」が2割前後、「専門外」が1割前後、「医師不在」が1割以下程度となっている。
なお、ここでの「処置困難」とは、医療機関が傷病者の症状に対処する設備・資器材がない、手術スタッフが不足している、傷病者の症状から手に負えないことを理由に、受入できないと回答したものを表す。近年の産科医療崩壊を反映して、照会回数4回以上の産科・周産期傷病者搬送事案は、平成16年の255件から平成19年の1084件と、4倍にも増加している。
救急患者は増加しているにもかかわらず、救急医療を提供する体制は、病院の廃院、診療科の閉鎖、勤務医への負担などにより極めて不十分な状況にあり、名ばかり「救急指定病院」となっている。医療機関側にあっては、救急医療は医療訴訟のリスクが高く（防衛医療）、病院経営上の医療収益面からみてもメリットはない等の状況が、救急医療の崩壊に拍車をかけている。なお、救急医療体制を充実させても、患者が来ないために空きベッドが多く、経済的な観点から相当でないという背景もある。
「ベッド満床」とは、物理的にベッドそのものが使用中であるという意味ではなく、行政上その病院に許されている入院の定員に達しているということを意味している。病院の入院病床は旅客機の客席と同様、様々な行政規制で縛られている。単位病床数あたりの医師や看護師の最低数も決められており、その数に応じて診療報酬も異なる。また、違反すれば処罰される。近年の医療費削減により、かつては病床稼働率95％でも採算がとれていた病院が病床稼働率98％以上でなければ採算がとれないなどの事態が生じ、救急病院でも緊急の入院に常時対応できる状態が維持できないという問題が背景にあるとも指摘される。

### 統計
急性の重症患者について、30分〜45分以上など、長時間現場滞在を余儀なくされる事例は、全国で約1万7,000件あり、そのうち搬送先複数件（4件以上）に受け入れを拒否される事例は、およそ5.1%であった。受け入れ不能事例の最大数は49病院であった。
受け入れ要請回数・待機時間ともに、全国平均を上回る都道府県は、宮城県、茨城県、栃木県、埼玉県、千葉県、東京都、神奈川県、大阪府、兵庫県、奈良県であり、都心部により多いとされている。
産科・周産期傷病者（妊婦など）の搬送事案は、全国で4万件ほどあり、このうち受け入れ依頼回数が4回以上のものは794件（全体の4.6%）、6回以上のもの265件（1.6%）、11回以上のもの47件（0.3%）であり、最大照会回数は26回であった。搬送先が決まらずに、救急車が現場に30分以上滞在したもの1029件（全体の6.3%）、45分以上のもの311件（1.9%）、60分以上のもの113件（0.7%）となっている。

## 人事における「たらい回し」
企業や官公庁においても特定の職員や社員を短期間のペースで関連性のない部署を転々と人事異動させられるケースがある。表向きには広く浅く経験を積ませて幹部候補にさせるなどもっともらしい理由を付けておだてながらも、能力や人格に問題のある社員や職員を辞めさせようとする魂胆で行われることも少なくない。

## たらい回し関数
たらい関数とも呼ばれ、コンピュータの性能評価に用いられる関数のひとつ。